# Eskovina
Eskovina clava es una especie de araña araneomorfa de la familia Linyphiidae. Es el único miembro del género monotípico Eskovina.

## Distribución
Se encuentra en Rusia, Corea y China.